# Kreuzigungsgruppe (Wiesentheid)

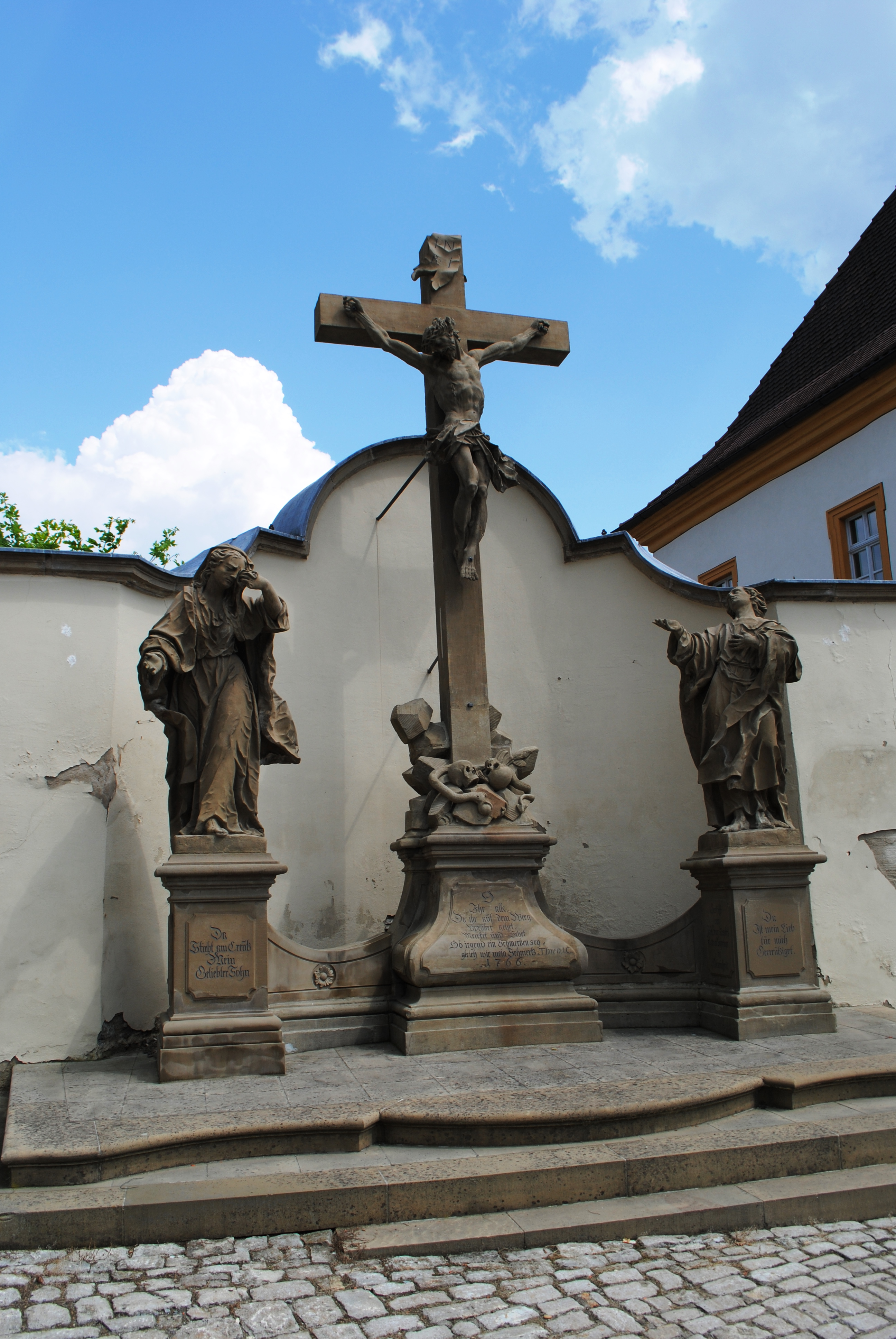
Die Kreuzigungsgruppe neben der Kirche

Die Kreuzigungsgruppe neben der Mauritiuskirche im unterfränkischen Wiesentheid stellt eine monumentale Ausführung des Leidensmotivs Christi dar. Sie befindet sich rechts der Kirche, an der Mauer des Pfarrhauses und bildet ein wichtiges Element des Ensembles Schloss Wiesentheid im Hauptort.

## Geschichte
Die Kreuzigungsgruppe geht auf eine Stiftung zurück. Johann Georg Neßtfell, der Hofschreiner der Wiesentheider Grafen, gab das Geld für die Figurengruppe (Inschrift am rechten Figurensockel: „Gestifft/ von/ Johann Georg Nesphel/ Cunst Schreiner/ in/ Wiesentheid“). Die Ausführung des Sandsteinbaus oblag Lukas Anton van der Auwera aus Würzburg, der auch die Kreuzigungsgruppe im nahen Escherndorf gearbeitet hatte. (Inschrift am rechten Figurensockel: „Gemacht/ von/ Lucas v. d. Auwera/ Hoff-Bilthauer/ in Würzburg.“).
Die Errichtung fand im Jahr 1766 statt. Dies belegt eine weitere Inschrift im Sockel der linken Figur: „Aufgericht/ unter/ Regierung/ Franz Bonaventura/ grafens/ Von Schönborn“. Weitere Veränderungen erfuhr die Figurengruppe im Jahr 1848, als sie das Ehepaar Deppisch aus Wiesentheid renovieren ließ. Die Kreuzigungsgruppe ist als Baudenkmal registriert und wird vom Bayerischen Landesamt für Denkmalpflege unter der Nummer D-6-75-178-38 eingeordnet.

## Beschreibung
Die Figurengruppe aus Sandstein zeigt in ihrer Mitte den am Kreuz hängenden Jesus. Um ihn herum gruppieren sich Maria und Johannes. Alle drei Figuren stehen auf Sockeln. Der Sockel des Kreuzes ist mit zwei Totenköpfen und einer Schlange verziert. Zusammengehalten werden die drei Figuren durch wellenförmige Verbindungsstücke, die mit Blumen geschmückt sind.
Das Kruzifix in der Mitte stellt einen Dreinageltypus dar, Jesus’ Kopf ist nach links geneigt. Unter den schmerzverzerrten Figuren Marias und Johannes steht auf dem Sockel jeweils ein Spruch. Rechts (Maria): „Da/ Stirbt am Creutz/ Mein/ Geliebter Sohn“. Links (Johannes): „Da/ Ist mein Lieb/ für mich/ Gecreutziget“. Unter dem Kreuz Jesu steht: „O/ Ihr alle,/ Die ihr auf dem Weeg/ vorüber gehet,/ mercket und sehet/ Ob irgend ein Schmertzen sey,/ gleich wie mein Schmertz. T(...) i.C./ 1766.“